# Faro Cabo San Pablo
El faro Cabo San Pablo se encuentra a 50 km al sureste de la ciudad de Río Grande, en el departamento Río Grande, en la provincia de Tierra del Fuego, Antártida e Islas del Atlántico Sur (Argentina). Está ubicado sobre el cabo homónimo, en un monte aislado, muy característico por su forma redondeada que sobresale de la línea de costa.
Su construcción comenzó el 15 de marzo de 1945, durante el mes de diciembre de 1949 se produjo un movimiento sísmico que originó una peligrosa inclinación de la torre, situación que obligó a retirar el equipo luminoso y desactivar la señal, posteriormente, en 1966 se ordenó la reconstrucción del faro.
Actualmente el faro es una torre troncopiramidal amarilla de 6 metros de altura, con un triángulo negro con su vértice hacia abajo. Además cuenta con una plataforma en la parte superior para alojar la linterna luminosa alimentada mediante energía solar fotovoltaica, que le da un alcance óptico de 12,5 millas náuticas.